# チアゴ・ホドリゲス・ドス・ヘイス
チアゴ・ヘイス（Tiago Reis）ことチアゴ・ホドリゲス・ドス・ヘイス（ポルトガル語: Tiago Rodrigues dos Reis、1999年8月14日 - ）は、ブラジルのサッカー選手。ポジションはFW。

## クラブ歴
ブラジリアに生まれた。2015年に参加したトライアルで活躍した事によりゴイアスECの下部組織に加入。2017年夏にクルゼイロECの下部組織に移ったが、僅か1年で放出された。
2018年8月6日にCRヴァスコ・ダ・ガマに加入し、U-20チームに割り振られた。2019年のコパ・サンパウロ・ジ・フチボウ・ジュニオールで活躍した事によりトップチームに昇格。3月2日のカンピオナート・カリオカでユースの同期であるマロニーに代わって早速投入され、プロ初出場を記録した。同月21日に初得点を記録した。